# Estniska
Estniska (estniska: eesti keel) är ett finsk-ugriskt språk som talas i Estland. Det tillhör, liksom finskan, den östersjöfinska gruppen. Estniskan och finskan skiljer sig dock mera från varandra än vad t. ex. svenskan och danskan eller svenskan och norskan gör. Många estniska ord liknar motsvarande finska ord, men trycksvaga vokaler har i stor utsträckning apokoperats så att orden ofta är någon stavelse kortare. Till skillnad från finskan och den mer avlägset besläktade ungerskan saknas vokalharmoni i riksspråket (exempel: tänav, süütus, sellepärast) och de flesta dialekter.
Språket delas i två huvuddialekter. För första gången översattes Bibeln i sin helhet till estniska år 1739.
Estniska är Estlands enda officiella språk och det är också majoritetens modersmål. Ytterligare är estniska ett av EU:s 24 officiella språk.

## Alfabet
Estniska skrivs med latinska alfabetet. Det består av följande 27 versala bokstäver: A, B, D, E, F, G, H, I, J, K, L, M, N, O, P, R, S, Š, Z, Ž, T, U, V, Õ, Ä, Ö och Ü. Bokstäverna C, Q, W, X och Y är inte officiella, men används i utländska egennamn.

## Uttal
Estniskan har nio vokaler och fjorton konsonanter. Ett drag som är ovanligt bland världens språk är att både konsonanter och vokaler har tre fonematiska längder (kvantiteter): kort, halvlång och lång eller, som de också ibland benämns, kort, lång och överlång.

### Vokaler
Estniskans nio vokaler är a e i o u õ ä ö ü, plus en som används i lånord, y. Estniskan har inte kort-lång-system som svenskan, utan alla vokaler har ett fast uttal samt tre vokallängder. Även diftonger kan vara halvlånga. Det är ingen skillnad på lång och halvlång vokal i skriftspråk, men av studenter markeras detta med ` (grav accent) före ordet.
| Fonem (IPA) | Grafem | Exempel |                      |
| ɑ           | a      | aga     | "men", "emellertid"  |
| e           | e      | ema     | "mor"                |
| i           | i      | isa     | "far"                |
| o           | o      | onu     | "farbror", "morbror" |
| u           | u      | uus     | "ny"                 |
| ɤ           | õ      | sõber   | "vän"                |
| æ           | ä      | lähen   | "jag går"            |
| ø           | ö      | töö     | "arbete"             |
| y           | ü      | ütlen   | "jag säger"          |

### Konsonanter
Estniskans fjorton konsonanter är b d g h j k l m n p r s t v, plus åtta som används i lånord, c q w x f š z ž. Alla klusiler har halvlånga variationer (markeras med dubbelvokal). Fyra konsonanter kan muljeras, l s n t. Detta markeras ej i skriftspråk, men av studenter markeras detta med ´ (akut accent) efter den berörda konsonanten.
| Fonem (IPA) | Grafem | Exempel |               |
| p           | b      | halb    | "dålig"       |
| t           | d      | kord    | "gång"        |
| k           | g      | õige    | "rätt"        |
| j           | j      | juba    | "redan"       |
| kː          | k      | õpik    | "lärobok"     |
| l           | l      | laud    | "bord"        |
| m           | m      | mets    | "skog"        |
| n           | n      | naine   | "kvinna"      |
| pː          | p      | õppima  | "att lära"    |
| r           | r      | Rootsi  | "Sverige"     |
| s           | s      | suur    | "stor"        |
| tː          | t      | raamat  | "bok"         |
| v           | v      | või     | "eller, smör" |

## Kasus
Estniskan har 14 kasus. Här följer en tabell över hur man deklinerar dem: exempelordet är "lennuk" (flygplan). Estniskan skiljer inte på bestämd och obestämd form, men för enkelhetens skull står översättningarna bara i endera formen.
|            | Singular   | Plural       | Betydelse             | Suffix                                             |
| Nominativ  | lennuk     | lennukid     | flygplanet            | se nedan                                           |
| Genitiv    | lennuki    | lennukite    | flygplanets           | a e i u eller inget                                |
| Partitiv   | lennukit   | lennukeid    | flygplanet            | t d a e i eller u (i singular), id sid i e eller u |
| Illativ    | lennukisse | lennukitesse | in i flygplanet       | -sse eller förlängning av stammens slutkonsonant   |
| Inessiv    | lennukis   | lennukites   | i flygplanet          | -s                                                 |
| Elativ     | lennukist  | lennukitest  | ut ur/om flygplanet   | -st                                                |
| Allativ    | lennukile  | lennukitele  | åt flygplanet         | -le                                                |
| Adessiv    | lennukil   | lennukitel   | på flygplanet         | -l                                                 |
| Ablativ    | lennukilt  | lennukitelt  | från flygplanet       | -lt                                                |
| Translativ | lennukiks  | lennukiteks  | (så)som ett flygplan  | -ks                                                |
| Terminativ | lennukini  | lennukiteni  | fram till flygplanet  | -ni                                                |
| Essiv      | lennukina  | lennukitena  | (använd) som flygplan | -na                                                |
| Abessiv    | lennukita  | lennukiteta  | utan flygplan         | -ta                                                |
| Komitativ  | lennukiga  | lennukitega  | med/per flygplan      | -ga                                                |

### Nominativ
Kasuset nominativ används främst för att markera subjektet till ett finit verb eller predikatsfyllnad och ibland även objekt. Förleden i sammansatta ord kan också stå i nominativ, även om genitiv är vanligast.
Exempel:
- lennuk on suur – flygplanet är stort
- see on lennuk – detta är ett flygplan
- osta lennuk – köp ett flygplan!
- paberraha – sedel, papperspengar (papper + pengar)

Nominativ singular är grundformen av alla estniska substantiv. Nominativ plural konstrueras genom att lägga till suffixet -d till genitiv singular.

### Genitiv
Kasuset genitiv används på många sätt, bland annat som objekt, attributivt för att ange ägande (i vid bemärkelse), med postposition och som förled i sammansatta ord.
Exempel:
- ostsin lennuki - jag köpte ett flygplan
- lennuki uks - flygplanets dörr
- lennuki ees - framför flygplanet
- lennukimootor - flygplansmotor (flygplanets motor)

Genitiv singular är basen för alla kasus i singular, utom nominativ och partitiv. Det innebär att man lägger respektive kasusändelse till genitivformen. Genitiv singular är även basen för nominativ plural. Genitiv plural bildas genom att lägga till suffixet -de eller -te till partitiv singular. Undantagsvis förekommer även ändelsen -e.

### Partitiv
Kasuset partitiv är ett mycket vanligt kasus i estniskan, som främst används som objekt (vissa verb kräver att objektet ska stå i partitiv). Som sådant markerar det ofta en process eller pågående handling. De flesta prepositioner styr partitiv. Kasuset används även efter alla räkneord utom üks, ett: üks lennuk, kaks lennukit.
Exempel:
- näen lennukit - jag ser ett flygplan
- keset lennukit - mitt i flygplanet

Partitiv singular bildas på flera sätt, till exempel genom att ändelser läggs till genitiv singular: lennuk:lennuki → lennukit; pime:pimeda → pimedat (mörk; blind); õpik:õpiku → õpikut (lärobok). I andra exempel används nominativformen: rikas:rikka → rikast (rik); lind:linnu → lindu (fågel). Bildandet av pluralformen av partitiv kan ibland vara knepigt och formen har rykte om sig att vara bland de största utmaningarna när man lär sig estniska.

### Övriga kasus
Övriga kasus baseras på genitiv singular respektive genitiv plural. För att böja ett ord i ett övrigt kasus läggs helt enkelt kasusets suffix till respektive genitivform.